# Táctica

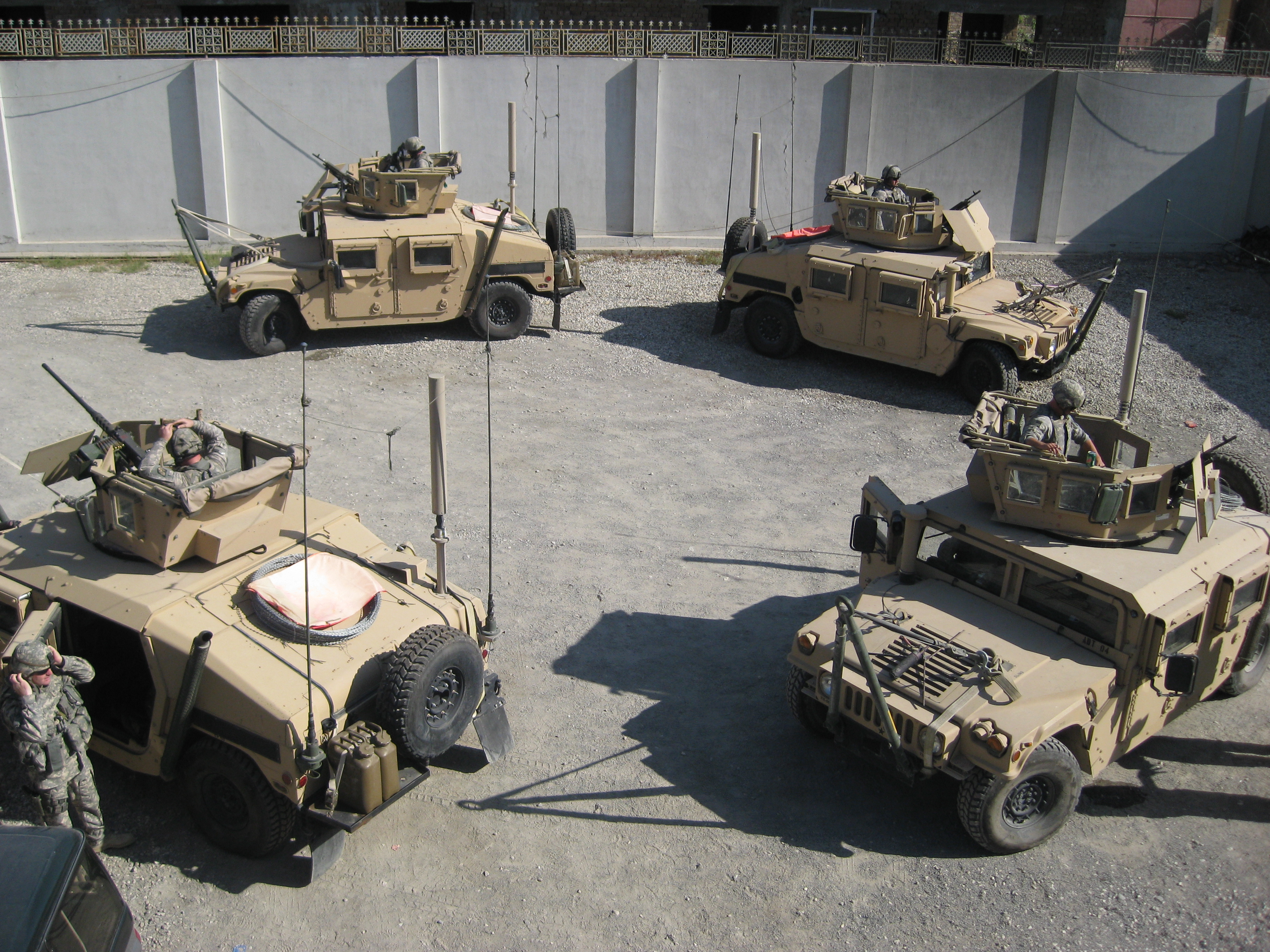
Vehículos de tropas aparcados en un patrón circular, una táctica de defensa para paradas de duración media.

Una táctica es, en términos generales, un método empleado con el fin de obtener un objetivo. Originalmente se entiende como táctica la parte del arte militar que trata sobre el empleo de los medios de acción en el campo de batalla: la actuación de los mandos y sus tropas en relación con el enemigo existente y con las misiones a su cargo. Sin embargo, la utilización de este término hace tiempo que se ha extendido, con su significado más general, a otros usos y campos tanto teóricos (como, por ejemplo, la economía, el comercio o los juegos) como prácticos (como la negociación o la navegación).

## Usos específicos
Si nos referimos a un misil táctico, se trata de misiles diseñados para atacar a un enemigo en el campo de batalla, en la vanguardia. En contraposición están los misiles estratégicos diseñados para atacar la retaguardia del enemigo, como es el caso de los ICBM.